# Holocentropus horribilis
Holocentropus horribilis là một loài Trichoptera hóa thạch trong họ Polycentropodidae.